# Novoestonia, Krasnohvardiiske
Novoestonia (în ucraineană Новоестонія) este un sat în comuna Petrivka din raionul Krasnohvardiiske, Republica Autonomă Crimeea, Ucraina.

## Demografie
Componența lingvistică a localității Novoestonia
     Rusă (60,7%)
     Tătară crimeeană (14,91%)
     Ucraineană (9,78%)
     Alte limbi (0,48%)
Conform recensământului din 2001, majoritatea populației localității Novoestonia era vorbitoare de rusă (60,7%), existând în minoritate și vorbitori de tătară crimeeană (14,91%) și ucraineană (9,78%).